# Joy Beune
Joy Beune (* 28. April 1999 in Borne) ist eine niederländische Eisschnellläuferin.

## Werdegang
Beune hatte ihre ersten internationalen Erfolge bei den Juniorenweltmeisterschaften 2017 in Helsinki. Dort gewann sie jeweils die Silbermedaille über 1000 m und im Mini-Vierkampf und jeweils die Goldmedaille über 3000 m und in der Teamverfolgung. Im folgenden Jahr holte sie bei den Juniorenweltmeisterschaften in Salt Lake City im Mini-Vierkampf, über 1000 m, 1500 m, 3000 m und in der Teamverfolgung jeweils die Goldmedaille. Ihr Debüt im Weltcup hatte sie zu Beginn der Saison 2018/19 in Obihiro. Dort wurde sie Zweite in der Teamverfolgung und errang zudem den 18. Platz über 1000 m und den zehnten Platz über 1500 m. Anfang Februar 2019 kam sie in Hamar auf den dritten Platz über 1500 m und erreichte zum Saisonende den achten Platz im Gesamtweltcup über 1500 m. Bei den folgenden Einzelstreckenweltmeisterschaften in Inzell gewann sie zusammen mit Ireen Wüst und Antoinette de Jong die Silbermedaille in der Teamverfolgung. Im folgenden Jahr wurde sie bei den Eisschnelllauf-Europameisterschaften 2020 in Heerenveen Siebte über 1500 m und bei den Einzelstreckenweltmeisterschaften in Salt Lake City Zehnte über 1500 m. Nach Platz fünf im Mehrkampf bei den Eisschnelllauf-Europameisterschaften 2021 zu Beginn der Saison 2020/21, errang sie mit dem Plätzen drei und fünf, den vierten Platz im Gesamtweltcup über 3000/5000 m. Beim Saisonhöhepunkt, den Einzelstreckenweltmeisterschaften 2021 in Heerenveen, lief sie auf den sechsten Platz über 3000 m.

## Persönliche Bestzeiten
- 500 m      38,69 s (aufgestellt am 9. März 2018 in Salt Lake City)
- 1000 m    1:14,21 min (aufgestellt am 10. März 2018 in Salt Lake City)
- 1500 m    1:51,72 min (aufgestellt am 25. Januar 2025 in Calgary)
- 3000 m    3:55,72 min (aufgestellt am 9. März 2024 in Inzell)
- 5000 m    6:45,76 min (aufgestellt am 24. Januar 2025 in Calgary)

## Weltcupsiege

### Weltcupsiege im Einzel
| Nr. | Datum            | Ort            | Disziplin |
| --- | ---------------- | -------------- | --------- |
| 1.  | 26. Januar 2024  | Salt Lake City | 3000 m    |
| 2.  | 4. Februar 2024  | Québec         | 1500 m    |
| 3.  | 24. Januar 2025  | Calgary        | 5000 m    |
| 4.  | 25. Januar 2025  | Calgary        | 1500 m    |
| 5   | 1. Februar 2025  | Milwaukee      | 1500 m    |
| 6   | 28. Februar 2025 | Heerenveen     | 1500 m    |

### Weltcupsiege im Team
| Nr. | Datum             | Ort        | Disziplin        |
| --- | ----------------- | ---------- | ---------------- |
| 1.  | 24. November 2024 | Nagano     | Teamverfolgung 1 |
| 2.  | 2. Februar 2025   | Milwaukee  | Teamverfolgung 1 |
| 3.  | 2. März 2025      | Heerenveen | Teamverfolgung 1 |